# Peerapat Peerakit
Peerapat Peerakit (thailändisch พีรพัฒน์ พีรกิจ, * 25. Februar 1995) ist ein thailändischer Fußballspieler.

## Karriere
Peerapat Peerakit stand von mindestens 2015 bis 2018 beim Nakhon Ratchasima FC unter Vertrag. Wo er vorher gespielt hat, ist unbekannt. Der Verein aus Nakhon Ratchasima spielte in der höchsten thailändischen Liga, der Thai League. Die Rückrunde 2018 wurde an den Kasetsart FC ausgeliehen. Der Verein aus der Hauptstadt Bangkok spielte in der zweiten Liga, der Thai League 2. Ende 2018 kehrte er nach der Ausleihe nach Korat zurück. Für den Erstligaklub absolvierte er zehn Spiele. Seit dem 1. Dezember 2018 ist Peerakit vertrags- und vereinslos.